# Berthold Maria Schenk Graf von Stauffenberg

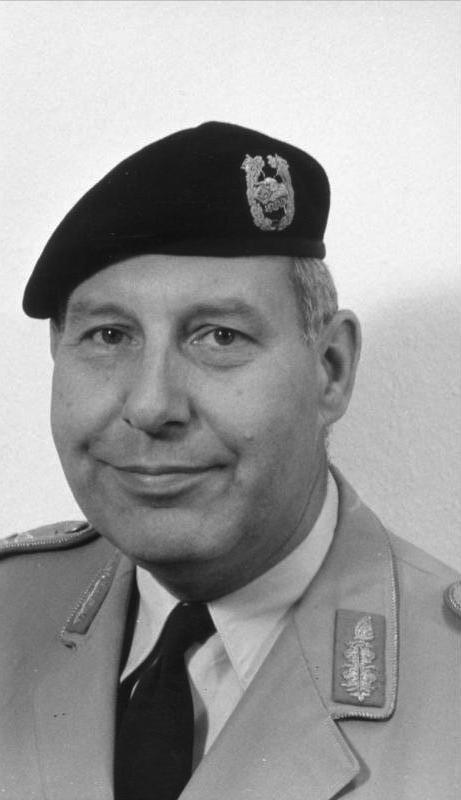
Berthold Maria Schenk Graf von Stauffenberg (1993)

Berthold Maria Schenk Graf von Stauffenberg (* 3. Juli 1934 in Bamberg) als ältestes der fünf Kinder von Claus Schenk Graf von Stauffenberg und dessen Frau Nina ist Generalmajor a. D. der Bundeswehr.

## Leben
Bedingt durch den Dienst des Vaters Claus Schenk von Stauffenberg als Offizier der Reichswehr und Wehrmacht musste die wachsende Familie mehrmals umziehen. Im Oktober 1934 zog die Familie nach Hannover um, zwei Jahre später im Oktober 1936 nach Berlin, im Oktober 1938 wiederum nach Wuppertal-Barmen. 1942 siedelte die Familie nach Lautlingen, bevor sich die Mutter Nina, als ihr Mann wieder nach Berlin ging und sie den Kindern einen neuerlichen Umzug in eine Großstadt nicht zumuten wollte, mit den Kindern endgültig in Bamberg niederließ.
Als Zehnjähriger wurde Berthold Maria während des Sommerurlaubs bei seiner Großmutter Karoline von Stauffenberg in Lautlingen mitsamt seinen drei bereits geborenen Geschwistern nach dem gescheiterten Attentat auf Adolf Hitler in Sippenhaft genommen, von der im dritten Monat erneut schwangeren Mutter getrennt und in das Kinderheim im Borntal in Bad Sachsa verschleppt.
Nach dem Krieg besuchte er die Privatschule Gordonstoun in Schottland und legte 1953 am Internat Salem das Abitur ab. Vor der Gründung der Bundeswehr absolvierte er ein Maschinenbaupraktikum, einen Handelskurs und drei Semester Rechtswissenschaft an der Friedrich-Alexander-Universität Erlangen.
1956 trat er in die Bundeswehr ein. 1957 wurde er zum Leutnant befördert; 1967 wurde er Major. Bis 1958 war er in den USA stationiert. Nach 38 Dienstjahren war er ältester Soldat der Bundeswehr und Befehlshaber des Territorialkommandos Süd, bevor er 1994 pensioniert wurde.
Unter anderem lehrte er am Staff College Camberley und an der Führungsakademie der Bundeswehr und war von 1972 bis 1974 Kommandeur des Panzeraufklärungslehrbataillons 11 in Munster. Von 1982 bis 1986 war von Stauffenberg Kommandeur der Heimatschutzbrigade 55 in Böblingen.
Seit 1964 lebt er zusammen mit seiner Frau Mechthild Schenk Gräfin von Stauffenberg, geb. Gräfin von Bentzel-Sturmfeder-Horneck (* 27. Januar 1938 in Bamberg), die er 1958 heiratete, in Oppenweiler nördlich von Stuttgart. Das Paar hat drei Söhne.
Im Juni 2007 forderte er den Schauspieler Tom Cruise öffentlich auf, auf die Rolle des Claus Schenk Graf von Stauffenberg in Operation Walküre – Das Stauffenberg Attentat zu verzichten. Ihm widerstrebte es, dass ein Scientologe seinen Vater spielte.
Am 20. Juli 2014 hielt er im Berliner Bendlerblock die Festrede anlässlich des Feierlichen Gelöbnisses der Bundeswehr zum 70. Jahrestag des 20. Juli 1944.

## Auszeichnungen
- 1984: Bundesverdienstkreuz am Bande
- 1994: Bundesverdienstkreuz 1. Klasse
- 2002: Verdienstmedaille des Landes Baden-Württemberg

## Veröffentlichungen
- Auf einmal ein Verräterkind, Wallstein-Verlag, Göttingen 2012 (Stuttgarter Stauffenberg-Gedächtnisvorlesung, 2011), ISBN 978-3-8353-1106-0.